# 杨泰芳
杨泰芳（1927年—2012年），广东梅县人，中华人民共和国政治人物，中华人民共和国邮电部部长，中华全国归国华侨联合会原主席。

## 生平
杨泰芳毕业于中山大学，中华人民共和国成立后，担任广东省邮电科研所所长兼广东省电信器材厂厂长等职位。1978年，起任邮电部邮电科学研究院副院长。1982年，担任邮电部副部长；两年后升任邮电部部长。此后担任中华全国归国华侨联合会主席。